# Ventalon-en-Cévennes
Ventalon-en-Cévennes é uma comuna francesa na região administrativa da Occitânia, no departamento de Lozère. Estende-se por uma área de 23.75 km², e possui 252 habitantes, segundo o censo de 2018, com uma densidade de 11 hab/km².
Foi criada, em 1 de janeiro de 2016, a partir da fusão das antigas comunas de Saint-Frézal-de-Ventalon e Saint-Andéol-de-Clerguemort.